# مهمیز کوه

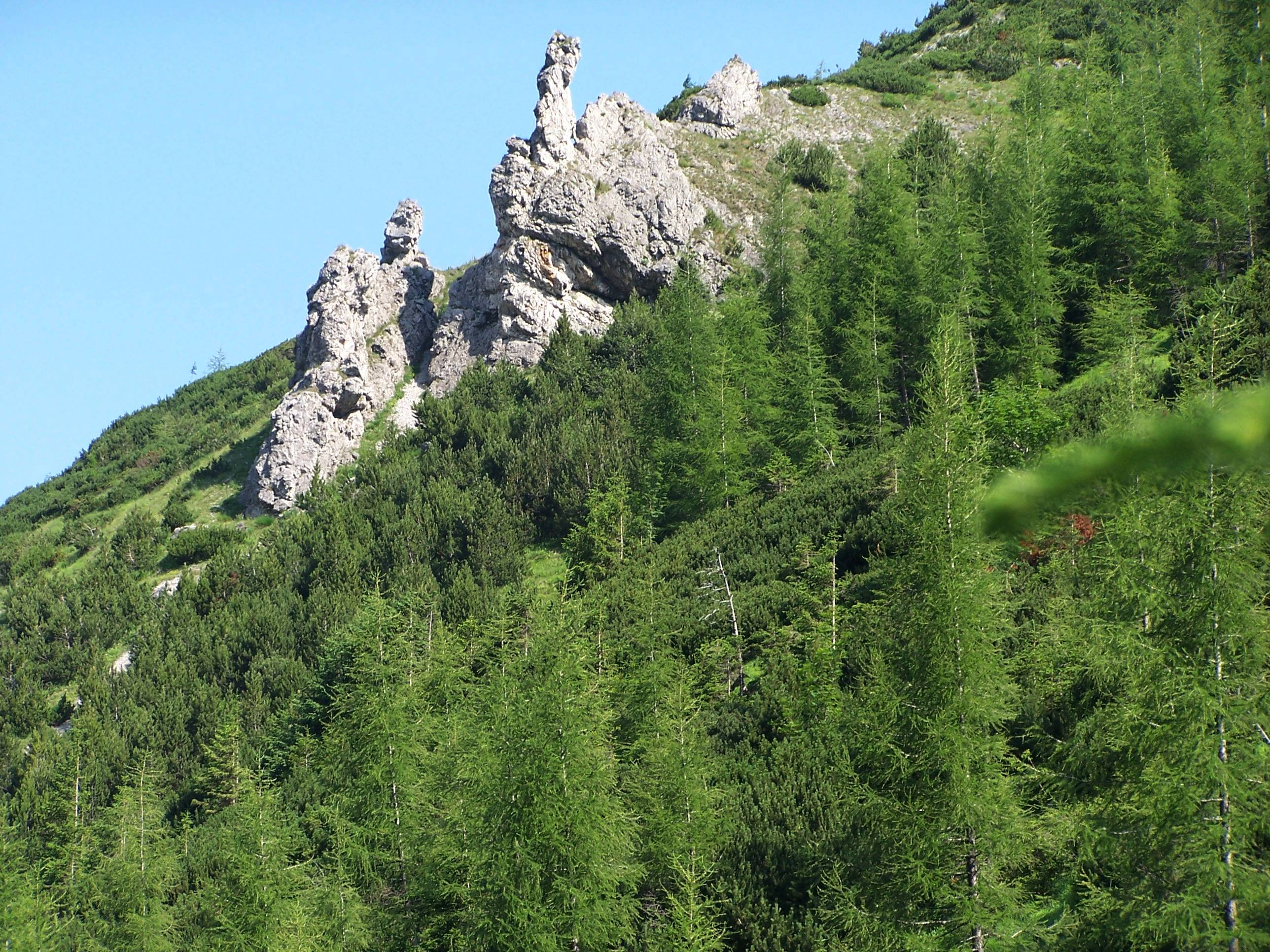
یک مهمیز در کوه‌های تاترا.

به تیغه‌ها یا زبانه‌های فرعی که در ادامه پایینی یک تپه، کوه یا قله بیرون زده‌است مِهمیزِ کوه (انگلیسی: Spur) می‌گویند. گاه از این اصطلاح برای اشاره به قله‌های فرعی هم استفاده می‌شود